# Lanciana montana
Lanciana montana är en insektsart som beskrevs av Rentz, D.C.F. 1985. Lanciana montana ingår i släktet Lanciana och familjen vårtbitare. Inga underarter finns listade i Catalogue of Life.